# Sperry
Sperry és un poble dels Estats Units a l'estat d'Oklahoma. Segons el cens del 2000 tenia 981 habitants.

## Demografia
Segons el cens del 2000, Sperry tenia 981 habitants, 375 habitatges, i 268 famílies. La densitat de població era de 430,4 habitants per km².
Dels 375 habitatges en un 36,8% hi vivien nens de menys de 18 anys, en un 49,1% hi vivien parelles casades, en un 17,6% dones solteres, i en un 28,3% no eren unitats familiars. En el 25,3% dels habitatges hi vivien persones soles el 13,3% de les quals corresponia a persones de 65 anys o més que vivien soles. El nombre mitjà de persones vivint en cada habitatge era de 2,6 i el nombre mitjà de persones que vivien en cada família era de 3,14.
Per edats la població es repartia de la següent manera: un 30,7% tenia menys de 18 anys, un 9,5% entre 18 i 24, un 25,2% entre 25 i 44, un 21,5% de 45 a 60 i un 13,1% 65 anys o més.
L'edat mediana era de 34 anys. Per cada 100 dones de 18 o més anys hi havia 86,3 homes.
La renda mediana per habitatge era de 26.713 $ i la renda mediana per família de 30.192 $. Els homes tenien una renda mediana de 26.167 $ mentre que les dones 18.542 $. La renda per capita de la població era d'11.767 $. Entorn del 15,1% de les famílies i el 19,2% de la població estaven per davall del llindar de pobresa.

## Poblacions més properes
El següent diagrama mostra les poblacions més properes.